# Нордаль, Оулёв
Оулёв Нордаль (исл. Ólöf Nordal; 3 декабря 1966, Рейкьявик — 8 февраля 2017, Рейкьявик) — исландский политический и государственный деятель. Заместитель председателя Партии независимости (2010–2013 и 2015–2017). Министр внутренних дел Исландии (2014—2017), депутат альтинга (2007—2013, 2016—2017).

## Биография
Родилась в Рейкьявике 3 декабря 1966 года. Родители: Йоуханнес Нордаль (Jóhannes Nordal; 11 мая 1924 — 5 марта 2023), бывший управляющий Центральным банком и Доура Гвюдьоунсдоуттир Нордаль (Dóra Guðjónsdóttir Nordal; 28 марта 1928 — 26 мая 2017), пианистка и домохозяйка. Оулёв Нордаль — одна из шести детей. Её сёстры и братья: историк искусства и музейный работник Бера (род. 1954), Сигюрдюр (род. 1956), профессор Гвюдрун (род. 1960), философ Сальвёр (род. 1962) и актриса Марта (род. 1970).
Её дед по отцовской линии — выдающийся учёный Сигюрдюр Нордаль (1886—1974), прадед — управляющий ледником Йоуханнес Нордаль (1850—1946). Фамилию Йоуханнес взял по долине Нордюраурдалюр, откуда был родом.
Окончила Рейкьявикскую среднюю школу второй ступени (MR) в 1986 году.
В 1994 году получила диплом юриста в Исландском университете (HÍ). В 2002 году получила степень магистра делового администрирования (MBA) в Университете Рейкьявика (HR).
В 1996—1999 годах — управляющая департамента в Министерстве транспорта.
В 1999—2001 годах — юрист Исландского рынка ценных бумаг (Verðbréfaþing Íslands).
В 1999—2002 годах по совместительству преподавала право в Бизнес-школе Биврёста, в 2001—2002 годах была заведующей кафедрой коммерческого права.
В 2002—2004 годах руководила оптовыми продажами в национальной энергетической компании «Ландсвиркьюн».
В 2004—2005 годах работала менеджером по продажам в государственной энергетической компании RARIK. После того как продажа электроэнергии была выделена в отдельную компанию Orkusalan ehf, перешла на работу в неё, где работала в 2005—2006 годах менеджером.
В 2013–2014 годах — председатель совета управляющих Центрального банка Исландии.
Была председателем некоммерческой организации SPES по оказанию помощи детям в Африке.
Умерла 8 февраля 2017 года в возрасте 50 лет после тяжёлой борьбы с раком.

## Политическая карьера
В 2006—2009 годах — председатель Auður — женской организации Партии независимости в Эйстюрланде.
Была заместителем председателя Партии независимости в 2010–2013 и 2015–2017 годах.
По результатам парламентских выборов 2007 года избрана депутатом альтинга от Партии независимости в Северо-Восточном избирательном округе. По результатам парламентских выборов 2009 года избрана депутатом альтинга от Партии независимости в избирательном округе Рейкьявик-Южный.
Не баллотировалась на выборах 2013 года. 
По результатам парламентских выборов 2016 года вновь избрана депутатом альтинга от Партии независимости в избирательном округе Рейкьявик-Южный.
С декабря 2016 года в альтинге тяжело заболевшую Оулёв Нордаль замещала Хильдюр Сверрисдоуттир. После смерти Оулёв Нордаль Хильдюр Сверрисдоуттир получила её мандат в альтинге.
4 декабря 2014 года назначена министром внутренних дел в коалиционном правительстве под руководством премьер-министра Сигмюндюра Давида Гюннлёйгссона. Сменила Ханну Бирну Кристьянсдоуттир, ушедшую в отставку на фоне скандала. Сохранила пост в следующем коалиционном правительстве под руководством премьер-министра Сигюрдюра Инги Йоуханнссона. Правительство ушло в отставку 11 января 2017 года.

## Личная жизнь
Супруг — Тоумас Маур Сигюрдссон (Tómas Már Sigurðsson; род. 1 февраля 1968), CEO частной энергетической компании HS Orka. Дети: Сигюрдюр (род. 1991), Йоуханнес (род. 1994), Хердис (род. 1996), Доура (род. 2004). 